# Filia familias
Filia familias је ћерка која може бити или под влашћу свог или нечијег другог оца породице (pater familias). По правилу она је туђа (alieni juris) и постаје нечија sui juris путем еманципације (emancipatio) или венчања комбинованог са установљењем мануса над њом (conventio in manum). Тиме она улази у породицу свог супружника и добија статус ћерке породице (filiae familias loco) под влашћу главе супружникове породице. Према древном закону отац је тај који обећава руку своје ћерке свечаним уговором (sponsio) и који има право да раскине брак ако она остане под очинском влашћу. Касније је било потребно само његово сагласје за ћеркину веридбу и венчање, али је било довољно и прећутно. Јустинијановим закоником ограничено му је право да се не слаже, а самим тим и право да утиче на ћеркин развод. 